# Xunta de Galicia
La Xunta de Galicia (en català Junta de Galícia) és l'òrgan col·legiat del Govern de Galícia, segons l'Estatut d'Autonomia de Galícia. Està formada pel president i pels vicepresidents i conselleiros (consellers), que són nomenats pel president. Galícia exerceix les seves funcions administratives a través de la Xunta i de les consellerías (conselleries).
La Presidència de la Xunta de Galicia té la seu al Pazo de Raxoi, a Santiago de Compostel·la.

## Història
La Xunta de Galicia té el seu origen a la Junta del Regne de Galícia creada el 1528 i que funcionaria, amb algunes interrupcions, fins al 1833.
Durant la Guerra d'Independència Espanyola, el 1808, es va crear la Xunta Suprema de Galícia per dirigir la lluita contra els francesos i mantenir l'ordre públic. La Junta Suprema va assumir les funcions militars, legislatives i de relacions internacionals fins a la creació de la Junta Suprema Central.
El 1843 es va constituir una Xunta Central presidida per Xosé María Suances, oposada a la regència de Baldomero Espartero.
El 1846 es produeix l'aixecament del comandant Solís a Lugo, que dissol el Consell Provincial i la Diputació organitzant la Xunta Superior del Govern de Galícia, presidida per Pío Rodríguez Terrazo i que acabaria amb l'afusellament dels Màrtirs de Carral.
Finalmente, el Reial Decret-Llei 7/1978 i el Reial Decret 474/1978 aprovats el 16 de març de 1978 designen la Xunta de Galicia com a govern autonòmic gallec.

## Competències
La Xunta regula els seus propis tributs, elabora les normes per gestionar els imposts estatals i elabora i aplica el pressupost de Galícia.
També té competències exclusives, entre les quals es troben les referents a:
- Organització de les seves institucions d'autogovern i de les comarques i parròquies rurals com entitats pròpies de Galícia
- Ordenament del territori i del litoral, urbanisme i habitatge
- Actuacions amb relació a les institucions del dret civil gallec
- Normes processals i procediments administratius que es derivin de l'específic Dret gallec o de l'organització dels poders públics
- Obres públiques
- Vies fèrries, carreteres i transport
- Ports, aeroports i heliports
- Aprofitaments forestals, hidràulics i relatius a l'energia elèctrica
- Aigües minerals i termals
- Pesca a les ries i aigües interiors
- Fires i mercats
- Artesania, patrimoni artístic, biblioteques, museus, conservatoris de música i serveis de Belles Arts
- Foment de la cultura i la investigació
- Promoció de l'ensenyament de la llengua gallega, del turisme i de l'esport
- Assistència social
- Creació d'una policia autonòmica
- Règim de les fundacions
- Casinos, jocs i apostes
- Centres de contractació de mercaderies i valors
- Confraries de pescadors i diferents cambres
- Normes addicionals sobre protecció del medi ambient

## Presidents de la Xunta des de la seva creació
- Antonio Rosón Pérez (UCD) (1977-1979)
- Xosé Quiroga Suárez (UCD) (1979-1981)
- Xerardo Fernández Albor (AP) (1981-1987)
- Fernando Ignacio González Laxe (PSdeG) (1987-1990)
- Manuel Fraga Iribarne (PPdeG) (1990-2005)
- Emilio Pérez Touriño (PSdeG) (2005-2009)
- Alberto Núñez Feijoo (PPdeG) (2009-actualitat)

## Conselleries
- Vicepresidència i Consellería de Presidencia, Administracións Públicas e Xustiza: Alfonso Rueda.
- Consellería de Facenda: Valeriano Martínez García.
- Consellería de Medio Ambiente e Ordenación do Territorio: Beatriz Mato.
- Consellería de Infraestruturas e Vivenda: Ethel Vázquez.
- Consellería de Economía, Emprego e Industria: Francisco Conde López.
- Consellería de Cultura, Educación e Ordenación Universitaria: Román Rodríguez González.
- Consellería de Sanidade: Jesús Vázquez Almuíña.
- Consellería de Política Social: José Manuel Rey Varela.
- Consellería do Medio Rural: Ángeles Vázquez Mejuto.
- Consellería do Mar: Rosa Quintana.